# Aghabekalandj
Aghabekalandj (in armeno Աղաբեկալանջ?) o Aghabayyaly (in azero Ağabəyyalı) è una piccola comunità rurale azera del distretto di Tərtər, fino al 2024 appartenente alla regione di Martakert nella repubblica di Artsakh (fino al 2017 denominata repubblica del Nagorno Karabakh).
Il villaggio conta poco meno di duecento abitanti e si trova prossimo alla città di Martakert.